# Clonlara
Clonlare, officieel Cloonlara (Iers: Cluain Lára) is een dorp in zuid County Clare in Ierland.
Clonlara is deel van de katholieke parochie met dezelfde naam, onderdeel van het Bisdom Killaloe.

## Voorzieningen
Clonlara heeft de gebruikelijke voorzieningen als een pub, kleine supermarkt en een lagere school. Het dorp heeft twee St. Senan-kerken: de ene kerk van de Church of Ireland (anglicaans), gebouwd in 1782, de ander katholiek en gebouwd in 1837 Clonlara GAA grenst aan de laatste kerk.

## Ligging en transport
Het dorp ligt aan het toeleidingskanaal van de waterkrachtcentrale in Ardnacrusha. Het ligt ongeveer 13 kilometer van Limerick en zo'n 10 kilometer van Killaloe. Het is verbonden via een brug over het toeleidingskanaal met de R463 (Limerick-Scariff) en R471 (Shannon-Clonlara).

## Clonlara Affaire
In 1956 was een tweetal Jehova's getuigen was actief in Clonlara. De kapelaan, Patrick Ryan, was het daar niet mee eens en liet hen in elkaar slaan en hun spullen afnemen en verbranden. De slachtoffers dienden prompt een klacht in bij de Garda Síochána en de betrokkenen werden voor het gerecht gebracht. Het waren echter de slachtoffers die veroordeeld werden tot goed gedrag en borgstelling op straffe van drie maanden gevangenis wegens heiligschennis. Ze waren niet eens aangeklaagd, terwijl de daders vrijuit gingen. Bisschop Rodgers, die aanwezig was bij het proces, klaagde later bij de toenmalige Taoiseach John Costello over deze zaak. Daarbij keerde hij zich tegen de vervolging van de kapelaan en zijn helpers op grond van het feit dat de Jehova Getuigen godslasterend materiaal aan het verspreiden waren en de kapelaan slechts de fundamentele waarheden van het katholieke geloof beschermd had. Over het veroordelen van de niet-aangeklaagde slachtoffers liet hij zich niet uit.